# IC 2393
IC 2393 је елиптична галаксија у сазвјежђу Рак која се налази на листи објеката дубоког неба у Индекс каталогу.
Деклинација објекта је + 28° 10' 15" а ректасцензија 8h 46m 49,2s. Привидна величина (магнитуда) објекта IC 2393 износи 13,3 а фотографска магнитуда 14,3. IC 2393 је још познат и под ознакама UGC 4589, MCG 5-21-7, CGCG 150-27, PGC 24669.